# نايجل توماس
نايجل توماس (بالهولندية: Nigel Thomas) هو لاعب كرة قدم هولندي في مركز الهجوم، ولد في 1 فبراير 2001 في روتردام في هولندا. لعب مع Jong PSV ‏.